# 盛岡市立仙北中学校
盛岡市立仙北中学校（もりおかしりつせんぼくちゅうがっこう）は、岩手県盛岡市仙北にある公立中学校。
ほとんどの生徒は盛岡市立仙北小学校・盛岡市立向中野小学校の卒業生。近くには東北本線の仙北町駅がある

## 沿革
- 1953年 創立、校歌制定
- 1963年 創立10周年記念式典挙行
- 1973年 創立20周年記念式典挙行
- 1983年 創立30周年記念式典挙行
- 1986年 新校舎落成
- 1992年 吹奏楽県大会最優秀賞受賞
- 1996年 県中総体野球優勝、東北大会出場
- 2000年 全日本合唱コンクール東北大会奨励賞
- 2003年 創立50周年記念式典挙行
- 2004年 全日本合唱コンクール東北大会銅賞受賞
- 2005年 女子柔道個人東北大会優勝
- 2009年 全日本合唱コンクール東北支部大会銅賞受賞
- 2010年 全日本合唱コンクール東北支部大会優良賞受賞
- 2021年 全日本合唱コンクール東北支部大会銀賞受賞
- 2022年 全日本合唱コンクール東北支部大会金賞受賞
- 2022年 全日本合唱コンクール全国大会銀賞受賞
- 2023年 全日本合唱コンクール東北支部大会金賞受賞
- 2023年 全日本合唱コンクール全国大会金賞受賞

## 学校

### 行事
- 04月 - 新任式、始業式、入学式、身体測定、市内一周継走、家庭訪問、3年生修学旅行、生徒総会
- 05月 - PTA総会、運動会、中間テスト
- 06月 - 2年生宿泊研修、初夏の連合音楽会、市中総体、1年生野外活動
- 07月 - 期末テスト、県中総体、期末面談、終業式
- 08月 - 始業式、3年生保育実習、市中陸上
- 09月 - 市中駅伝、市中新人大会、1年生・2年生体験学習
- 10月 - 文化祭、県中新人大会(前期)、中間テスト、生徒会役員選挙
- 11月 - 地区総文祭、県中新人大会(後期)、生徒総会、期末テスト
- 12月 - 期末面談、終業式
- 01月 - 始業式
- 02月 - 3年生を励ます会、期末テスト
- 03月 - 公立高校入試、修了式、卒業式、離任式

## アクセス
- 東北本線盛岡駅より岩手県交通 ｢424｣に乗車し、｢仙北中学校前｣下車。
- 東北本線仙北町駅より徒歩10分。